# Helmut Kämpfe
Helmut Kämpfe, född 31 juli 1909 i Jena, död 10 juni 1944 i Breuilaufa, var en tysk SS-Sturmbannführer i Waffen-SS-divisionen Das Reich under andra världskriget. Kämpfe var en av endast 98 soldater som erhöll de båda utmärkelserna Riddarkorset och Närstridsspännet i guld under andra världskriget.

## Tillfångatagandet
Kämpfe tillfångatogs av franska motståndsrörelsen den 9 juni 1944. Kämpfe var då på väg till ett förband under belägring som skulle ha satt kurs mot Normandie för att ingå i de tyska trupper som skulle ha varit med och slagit tillbaka invasionen som inleddes tre dagar tidigare.

## Massakern i Oradur-sur-Glane
När det stod klart att Kämpfe var kidnappad sände tyskarna ut styrkor för att söka efter honom och få honom frigiven eller befria honom med våld. Styrkan som skulle söka efter Kämpfe, under ledning av Adolf Diekmann, genomförde massakern i Oradour-sur-Glane. Detta var enligt Diekmanns överordnade, general Heinz Lammerding, en handling utanför hans ordergivning och skulle därför komma att ställas inför krigsrätt. Diekmann dog i strid den 29 juni 1944 och kom aldrig att ställas inför krigsrätt.
Cirka 4 km öster om Saint-Léonard-de-Noblat, på N141, ligger ett minnesmärke över kidnappningen av Sturmbannführer Helmut Kämpfe. Minnesmärket designades av konstnären Jean-Joseph Sanfourche och invigdes 1986 av Georges Guingouin.

## Utmärkelser
- Järnkorset av andra klassen: 26 augusti 1941
- Järnkorset av första klassen: 7 november 1941
- Såradmärket i svart
- Såradmärket i silver
- Såradmärket i guld: 11 mars 1943
- Infanteristridsmärket: 2 april 1942
- Attackmärket
- Östfrontsmedaljen: 13 juli 1942
- Närstridsspännet i brons: 20 april 1943
- Närstridsspännet i silver: 30 oktober 1943
- Närstridsspännet i guld: 1943
- Tyska korset i guld
- Riddarkorset av Järnkorset: 10 december 1943